# Hans-Joachim von Falkenhausen

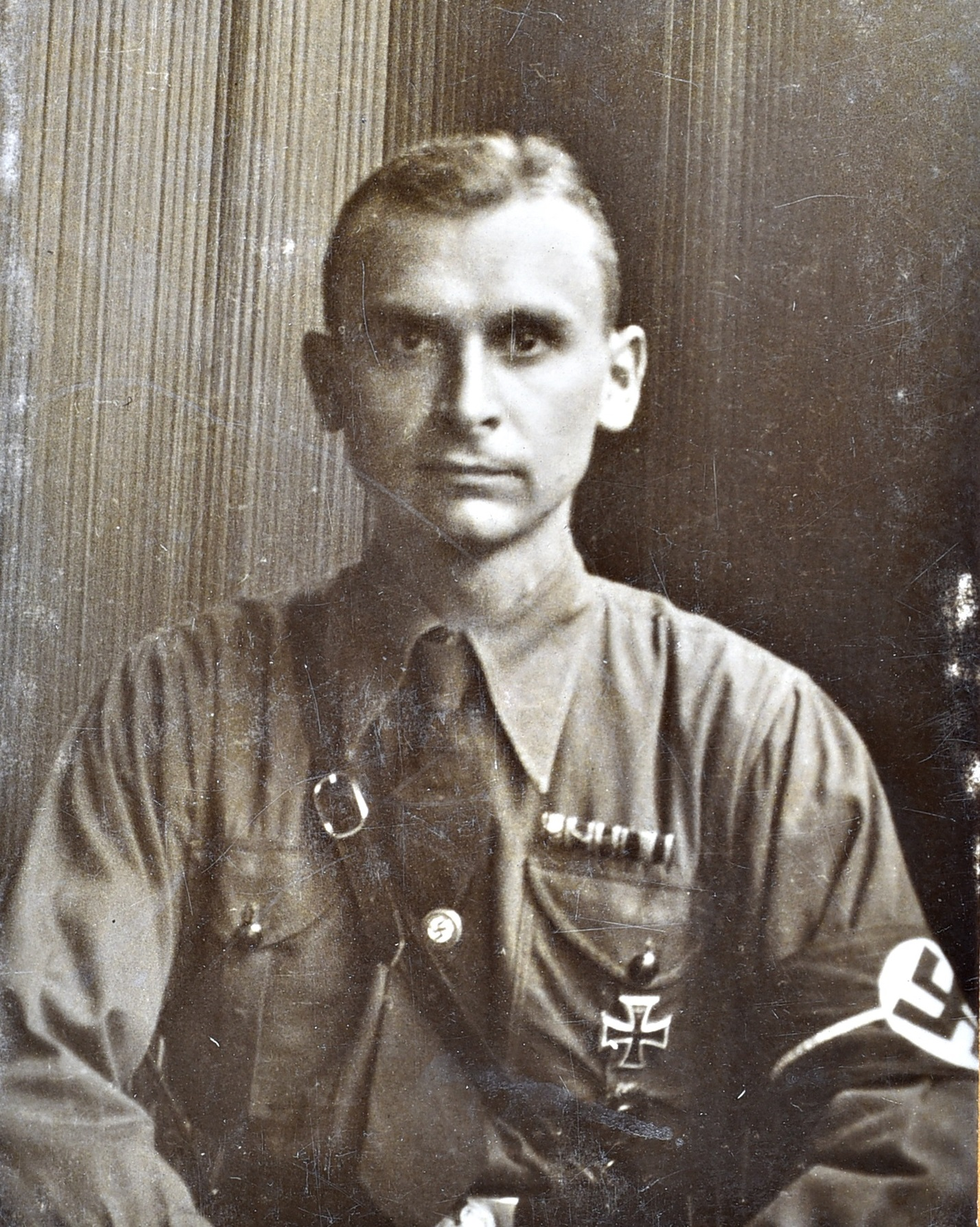
Hans-Joachim von Falkenhausen (1931).

Hans-Joachim  Ernst Alexander Robert von Falkenhausen (* 5. Oktober 1897 in Brieg; † 1. oder 2. Juli 1934 in Berlin) war ein SA-Oberführer und eines der Opfer des sogenannten Röhm-Putsches.

## Leben und Wirken

### Jugend und Erster Weltkrieg
Hans-Joachim von Falkenhausen wurde 1897 als neuntes Kind von Alexander Freiherr von Falkenhausen (1844–1909) und seiner Gattin Elisabeth, geborene Freiin Schuler von Senden (1853–1936) geboren. Sein älterer Bruder Alexander von Falkenhausen wird in der Literatur teilweise fälschlich als sein Onkel identifiziert.
Falkenhausen nahm als Soldat am Ersten Weltkrieg teil. Infolge einer Verwundung verlor er ein Bein, das durch eine Prothese ersetzt wurde. In einer Verlustliste aus dem Jahr 1917 wird vermerkt, dass er am 7. September 1916 als Angehöriger der Sächsischen Armee leicht verletzt wurde und dass er zu diesem Zeitpunkt die Stellung eines Adjutanten innehatte. Eine Karteikarte aus späteren Jahren notiert allgemein unter „Kriegsverwendungen“, dass er während der Kriegsjahre als Zugführer, Bataillonsadjutant und Ordonnanzoffizier verwendet wurde und am 15. April 1915 zum Leutnant befördert wurde.
Nach dem Krieg führte Falkenhausen weiterhin den Rang eines Leutnants. In den 1920er und frühen 1930er Jahren lebte er als kaufmännischer Angestellter in Dresden.

### Weimarer Republik und Zeit des Nationalsozialismus
1930 stieß Falkenhausen, der als Berufsbezeichnung zu dieser Zeit die Bezeichnung „Bankbeamter“ führte, zur nationalsozialistischen Bewegung: Zum 1. Februar 1930 trat er in die NSDAP ein (Mitgliedsnummer 192.413).
Zur selben Zeit wurde Falkenhausen Mitglied der SA, dem Straßenkampfverband der Partei, in der er rasch Karriere machte: Am 1. Dezember 1930 wurde er zum SA-Führer im Stab der SA-Brigade V ernannt. Am 22. September 1931 folgte seine Ernennung zum Sturmbannführer im Stab der Standarte 5 in der Untergruppe "Sachsen" der SA-Gruppe "Mitte".
Durch den Führerbefehl der Obersten SA-Führung Nr. III vom 29. November 1932 wurde Falkenhausen zum SA-Standartenführer befördert und mit der Wahrnehmung der Geschäfte des Stabsführers der SA-Untergruppe Dresden beauftragt. Zum 1. Juni 1933 wurde er dieser Dienststellung wieder enthoben und zugleich zur besonderen Verwendung beim Stab der SA-Gruppe Sachsen gestellt.
Zum 15. Juli 1933 wurde Falkenhausen zum Stabe des Sonderkommissars der Obersten SA-Führung für Preußen, SA-Gruppenführer Georg von Detten, kommandiert. Nachdem er sich dort bewährt hatte, wurde Falkenhausens Versetzung zum 10. November 1933 in eine permanente Versetzung umgewandelt. Mit dieser war seine Enthebung von seiner Stellung als Standartenführer z. b. V. der Gruppe Sachsen und seine Beförderung in den Rang eines SA-Oberführers im Stab der Obersten SA-Führung verbunden. Fortan wirkte Falkenhausen bis zu seinem Tod als Stabsführer von Georg von Detten im Politischen Amt der Obersten SA-Führung in Berlin.
Der Forscherkreis um Walther Hofer und Pierre Grégoire bringt Falkenhausen zudem für das Frühjahr 1933 mit dem Reichstagsbrand vom 28. Februar 1933 in Verbindung.

### Verhaftung und Tod

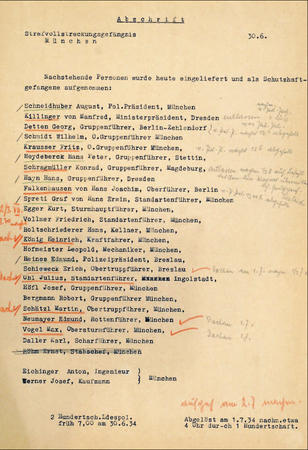
30. Juni 1934. Erstellte Liste der Personen, die an diesem Tag in die Strafanstalt Stadelheim in München eingeliefert wurden. Hitler markierte, nachdem diese Liste ihm am Mittag des 30. Juni vorgelegt wurde, die Namen von sechs SA-Führern, deren Exekution er anordnete, mit einem kurzen Bleistiftstrich (/) vor dem Namen. Die Gefangenen, die im Laufe des 1. Juli 1934 aus der Anstalt Stadelheim abgeholt und an anderen Orten (u. a. Berlin) erschossen wurden, unterstrich die Gefängnisverwaltung rot. Falkenhausen auf Pos. 9 v. o.

Am 30. Juni 1934 wurde Falkenhausen, damals im Rang eines Oberführers, im Zuge der Röhm-Affäre in München verhaftet. Tags darauf wurde er zusammen mit Georg von Detten, Fritz von Kraußer und Karl Schreyer mit einem Sonderflugzeug nach Berlin gebracht. Dort wurden er und die anderen Männer vorläufig im KZ Columbia am Tempelhofer Feld gefangen gehalten. Falkenhausen wurde schließlich in der Nacht zum 2. Juli aus seiner Zelle geholt und auf das Gelände der Kadettenanstalt Lichterfelde gebracht. Dort wurde er gegen 2.00 Uhr am Morgen des 2. Juli 1934 von Hitlers Leibstandarte standrechtlich erschossen. Heinz Pentzlin schrieb 1985, Falkenhausen sei vor seiner Erschießung auch gefoltert worden. Otto Strasser schrieb in seinem 1935 veröffentlichten Buch Die deutsche Bartholomäusnacht, Falkenhausens letzte Worte seien „Heute wir, morgen Ihr!“ gewesen. Dies habe er Hitlers Leibstandarte unmittelbar vor dem Abfeuern der tödlichen Salve zugerufen.
Der Tod Falkenhausens wurde in den nachfolgenden Wochen in diversen ausländischen Zeitungen gemeldet, die Aufstellungen der prominenten getöteten SA-Führer (und sonstigen Opfer der Mordaktion) veröffentlichten. Falkenhausens Name wurde dabei gelegentlich zu Frasenhauser verballhornt. Erwähnt wird er auch im zeitgenössischen Weißbuch über die Erschießungen vom 30. Juni (Editions du Carrefour), in Strassers Deutsche Bartholomäusnacht und in der Jahrzehnte später veröffentlichten Autobiographie der britischen Schriftstellerin Agatha Christie.
Durch den Führerbefehl der Obersten SA-Führung Nr. 26 vom 31. Oktober 1934 wurde Falkenhausen postum mit Wirkung zum 1. Juli 1934 unter Enthebung von seiner Dienststellung und Aberkennung seines Dienstgrades aus der SA ausgestoßen.

## Beförderungen
- 10. November 1933: SA-Oberführer[17]